# Ганнівська волость (Єлисаветградський повіт)
Ганнівська волость — історична адміністративно-територіальна одиниця Єлизаветградського повіту Херсонської губернії із центром у містечку Ганнівка.
Станом на 1886 рік складалася з 8 поселень, 8 сільських громад. Населення — 1992 особи (1032 чоловічої статі та 960 — жіночої), 278 дворових господарств.
|                     | Площа, десятин | У тому числі орної, дес. |
| ------------------- | -------------- | ------------------------ |
| Сільських громад    | 1459           | 1315                     |
| Приватної власності | 11820          | 4160                     |
| Казенної власності  | 328            | 100                      |
| Іншої власності     | 60             | 60                       |
| Загалом             | 13667          | 5635                     |

Основні поселення волості:
- Ганнівка (Безродне, Шмидове) — колишнє власницьке містечко при річці Мазниця за 67 верст від повітового міста, 621 особа, 132 дворових господарства, православна церква, земська станція, 4 лавки, постоялий двір, винний склад, базари по неділях.
- Бенардосівка (Вороб'ївка) — колишнє власницьке село при річці Костовата, 182 особи, 33 дворових господарства, лавка.

За даними 1896 року у волості налічувалось 94 поселення, 1195 дворових господарств, населення становило 5992 особи.